# Saadia Kobashi
Saadia Kobashi (en hebreo: סעדיה כובשי‎) fue un líder de la comunidad judía yemenita en Israel y uno de los signatarios de la Declaración de Independencia de Israel.
Nacido en Yemen, emigró a la Tierra de Israel, en ese entonces bajo dominio otomano en 1909, estableciéndose en Jerusalén.
Miembro del Consejo Nacional Judío y Moetzet HaAm en nombre de la Asociación Yemenita, firmó la Declaración de Independencia en 1948 como S. Kobashi, añadiendo al final HaLevi (refiriéndose a la tribu de Levi). Después de la independencia, se mudó a Tel Aviv y fue nombrado supervisor del sistema educativo religioso-sionista. Se convirtió en director de una Yeshiva sionista en Rosh HaAyin en 1949, donde hoy una calle lleva su nombre.